# ستيوارت بريثويت
ستيوارت بريثويت (بالإنجليزية: Stuart Braithwaite)‏ هو كاتب أغاني وعازف قيثارة ومغني بريطاني، ولد في 10 مايو 1976 في Dalserf ‏ في المملكة المتحدة.

## وصلات خارجية
- ستيوارت بريثويت على موقع IMDb (الإنجليزية)
- ستيوارت بريثويت على موقع ميوزك برينز (الإنجليزية)
- ستيوارت بريثويت على موقع أول ميوزيك (الإنجليزية)
- ستيوارت بريثويت على موقع ديسكوغز (الإنجليزية)
- ستيوارت بريثويت على موقع ديسكوغز (الإنجليزية)